# Psychomyia wangi
Psychomyia wangi är en nattsländeart som beskrevs av Schmid 1997. Psychomyia wangi ingår i släktet Psychomyia och familjen tunnelnattsländor. Inga underarter finns listade i Catalogue of Life.